# Tratado de Ayllón
El tratado de Ayllón fue un tratado de paz firmado en Ayllón (Segovia) entre el Reino de Portugal y el Reino de Castilla el 31 de octubre de 1411.

## Antecedentes
La batalla de Aljubarrota aconteció al final de la tarde del 14 de agosto de 1385, entre tropas portuguesas al mando de Juan I de Portugal y de su condestable San Nuno Álvares Pereira, y el ejército castellano de Juan I de Castilla. La batalla se dio en el campo de San Jorge en los alrededores de la villa de Aljubarrota, entre las localidades de Leiría y Alcobaza en el centro de Portugal. El resultado fue la derrota de los castellanos, el fin de la crisis portuguesa de 1383 a 1385, y la consolidación de Juan I como rey de Portugal, el primero de la dinastía de Avis. 
La paz definitiva con Castilla se estableció en 1411, con la firma del tratado de Ayllón bajo la regencia de Catalina de Lancáster, tras agresiones portuguesas en territorio castellano y acciones como la batalla de Valverde (15 de octubre de 1385), con el triunfo de San Nuno Álvares Pereira sobre los castellanos en Valverde de Mérida.

## Consecuencias
Dicho tratado trajo un cese de hostilidades entre Castilla y Portugal por el cual aquella reconoce a la nueva dinastía portuguesa. La guerra era por la herencia dinástica de los Avis que hasta ese momento no era reconocida por Castilla

Fue ratificado el 30 de abril de 1423.